# اچ‌ام‌اس پاندورا (ان۴۲)
اچ‌ام‌اس پاندورا (ان۴۲) (به انگلیسی: HMS Pandora (N42)) یک زیردریایی بود که طول آن ۲۶۰ فوت (۷۹ متر) بود. این زیردریایی در سال ۱۹۲۹ ساخته شد.